# Zaidpur
Zaidpur là một thị xã và là một nagar panchayat của quận Barabanki thuộc bang Uttar Pradesh, Ấn Độ.

## Địa lý
Zaidpur có vị trí 26°50′B 81°20′Đ / 26,83°B 81,33°Đ Nó có độ cao trung bình là 109 mét (357 feet).

## Nhân khẩu
Theo điều tra dân số năm 2001 của Ấn Độ, Zaidpur có dân số 30.065 người. Phái nam chiếm 52% tổng số dân và phái nữ chiếm 48%. Zaidpur có tỷ lệ 34% biết đọc biết viết, thấp hơn tỷ lệ trung bình toàn quốc là 59,5%: tỷ lệ cho phái nam là 43%, và tỷ lệ cho phái nữ là 25%. Tại Zaidpur, 19% dân số nhỏ hơn 6 tuổi.